# جوليان دوفيفيه
جوليان دوفيفيه (بالفرنسية: Julien Duvivier)‏ (
تنطق بالفرنسية: [dyvivje]
، ولد في 8 أكتوبر 1896، وتوفي في ليل – 29 أكتوبر 1967, في باريس) كان مخرج أفلام فرنسي، برز في الفترة ما بين عامي 1930–1960. من أفلامه الهامة لا بانديرا، Pépé le Moko ،Little World of Don Camillo ،Panique ،Voici le temps des assassins وMarianne de ma jeunesse.
قال عنه جان رينوار أنه «تقني عظيم، صارم، وشاعر».